# Guadua macrostachya
A taboca-de-marajó (Guadua macrostachya) é uma planta forrageira da família das gramíneas, presente no Brasil, Guiana, Guiana Francesa e Peru. Possui colmo arbóreo, de 6 m a 9 m, bainha glabra e ciliada, lâminas estreitas, lineares e lanceoladas, e inflorescências ramificadas, em espigas subfasciculadas.[carece de fontes?] Também é conhecida pelos nomes de bambuzinho e taquari.
Outros sinónimos botânicos: Bambusa macrostachya (Rupr.) McClure, Guadua dioica Steud.